# Ruggero Ravenna
Ruggero Ravenna (Roma, 26 maggio 1925 – Melbourne, 27 maggio 2022) è stato un sindacalista italiano.

## Biografia
A 14 anni nel 1939 iniziò a lavorare come tipografo compositore, proseguì tale attività presso la società editrice UESISA di Roma. Nel 1950 si diplomò, lavorando, con maturità tecnico commerciale. Con la fine della seconda guerra mondiale si interessò alla vita politica e sindacale inserendosi nel movimento sindacale. Entrò dapprima nella CGIL unitaria, per poi essere uno dei fondatori della UIL di cui fu anche segretario generale. Uscito dal sindacato divenne presidente dell'INPS.

### Attività sindacale
Giovanissimo - a guerra appena finita - è un tipografo già impegnato a sinistra nelle file del PSI. Milita nella CGIL unitaria. Dopo le scissioni (uno dei fondatori della UIL), sceglie di entrare nella UIL, nella quale emerge rapidamente. Per quasi dieci anni dal 1950 al 1959 fu segretario nazionale di categoria della Federazione Italiana Lavoratori Grafici e Cartai (FILAGC). Il 27 ottobre 1969, nel corso del V congresso della UIL è eletto segretario generale insieme a Raffaele Vanni e Lino Ravecca, sotto la presidenza di Italo Viglianesi. Ruggero Ravenna firmò l'accordo per il superamento delle zone salariali, grazie al fortissimo legame di amicizia con Giacomo Brodolini (all'epoca Ministro del lavoro e della previdenza sociale) seguì per conto della UIL l'iter per l'approvazione dello Statuto dei lavoratori. Socialista, nella Uil resta fino alla fine al 1980 attraversa così prima la stagione della divisione e poi quella faticosa della ricostruzione dell'unità sindacale. Sono anni difficili per la Uil: Ravenna si schiera per l'unità, assume posizioni di sinistra, e facilita l'ascesa di Giorgio Benvenuto alla segreteria. Nel 1980 lascia il sindacato.

### INPS ed altri incarichi
Ravenna è stato membro del CNEL dal 1969 al 1983. Nel 1980, dopo aver lasciato la UIL venne in breve nominato presidente dell'INPS: un incarico che all'epoca, comportava di diritto la presenza nel consiglio di amministrazione della BNL. Rimase nel consiglio direttivo ed esecutivo della BNL fino al 1990. Fu presidente dell'INPS dal 1980 al 1985. Venne quasi contemporaneamente nominato nel consiglio di amministrazione dell'INAIL e dell'INA. In seguito divenne vicepresidente del Banco Ambrosiano rimanendo in carica per tre anni. Il suo quadriennio all'Inps è contrassegnato dalla sistematica denuncia dello sfascio del sistema pensionistico. Nel 1985, scaduto il suo mandato presso l'INPS entrò nel consiglio d'amministrazione delle Ferrovie dello Stato.

### Vicende giudiziarie
Mentre era consigliere d'amministrazione delle Ferrovie dello Stato venne coinvolto nello scandalo delle lenzuola d'oro, venendo arrestato, insieme agli altri consiglieri, il 25 novembre 1988 e condotto a Rebibbia. Cinque anni dopo, il 17 aprile 1993 con sentenza in primo grado, Ruggero Ravenna fu assolto dalle accuse mossegli per mancanza di prove.